# Viking FK
Viking FK är en fotbollsklubb i Stavanger i Norge, som tidigare även bedrev verksamhet med handboll och ishockey, men från år 2017 är den en renodlad fotbollsklubb. Klubben bildades den 10 augusti 1899. A-herrlaget spelar sina hemmamatcher på Viking Stadion i Stavanger.

## Meriter

### Norska seriemästare i fotboll för herrar
- 1957/1958, 1972, 1973, 1974, 1975, 1979, 1982, 1991

### Norska cupmästare i fotboll för herrar
- 1953, 1959, 1979, 1989, 2001, 2019

## Spelartruppen
| 1  | Norge  | Arild Østbø        | 19 april 1991    | Rosenborg BK (-20) |
| 13 | Norge  | Magnus Rugland Ree | 26 april 2004    | Sandnes Ulf (-21)  |
| 30 | Island | Patrik Gunnarsson  | 15 november 2000 | Brentford (-21)    |

| 2  | Norge      | Herman Haugen    | 25 april 2000   | FK Vidar (-20)        |
| 3  | Norge      | Viljar Vevatne   | 7 december 1994 | Sandnes Ulf (-18)     |
| 4  | Slovenien  | David Brekalo    | 3 december 1998 | Bravo (-21)           |
| 5  | Senegal    | Djibril Diop     | 6 januari 1999  | Hassania Agadir (-22) |
| 18 | Norge      | Sondre Bjørshol  | 30 april 1994   | Åsane (-18)           |
| 20 | Indonesien | Shayne Pattynama | 11 augusti 1998 | Telstar (-21)         |
| 23 | Slovenien  | Jošt Urbančič    | 12 april 2001   | Gorica (-23)          |

| 6  | Australien | Gianni Stensness   | 7 februari 1999 | Central Coast Mariners (-21) |
| 8  | Norge      | Markus Solbakken   | 25 juli 2000    | Stabæk IF (-22)              |
| 10 | Norge      | Zlatko Tripić      | 2 december 1992 | Göztepe (-21)                |
| 14 | Australien | Patrick Yazbek     | 5 april 2002    | Sydney FC (-23)              |
| 15 | Norge      | Niklas Sandberg    | 18 maj 1995     | FK Haugesund (-22)           |
| 16 | Norge      | Kristoffer Løkberg | 22 januari 1992 | SK Brann (-19)               |
| 21 | Norge      | Harald Tangen      | 3 januari 2001  | Viking FK                    |
| 27 | Island     | Birkir Bjarnason   | 27 maj 1988     | Adana Demirspor (-23)        |

| 7  | Australien | Nicholas D'Agostino  | 25 februari 1998 | Melbourne Victory (-23) |
| 9  | Norge      | Lars-Jørgen Salvesen | 19 februari 1996 | FK Bodø/Glimt (-23)     |
| 11 | Norge      | Yann-Erik de Lanlay  | 14 maj 1992      | Rosenborg BK (-20)      |
| 17 | Norge      | Edvin Austbø         | 1 maj 2005       | Viking FK               |
| 26 | Norge      | Simen Kvia-Egeskog   | 26 maj 2003      | Viking FK               |
| 29 | Norge      | Sander Svendsen      | 6 augusti 1997   | Odense BK (-22)         |

### Utlånade spelare
| Nr | Land  | Pos | Namn                                                     |
| -- | ----- | --- | -------------------------------------------------------- |
| -  | Norge | F   | Kristoffer Paulsen (i KA Akureyri till 31 december 2023) |

| Nr | Land   | Pos | Namn                                           |
| -- | ------ | --- | ---------------------------------------------- |
| -  | Guinea | A   | Mai Traore (i Tromsø IL till 31 december 2023) |

## Kända spelare
- Sverre Andersen (1952–1971)
- Reidar Kvammen (1931–1952)
- Olav Nilsen (1959–1974)
- Isak Arne Refvik (1976–1986)
- Alf Kåre Tveit (1988–1993)
- Erik Thorstvedt (1981–1985)
- Egil Østenstad (1990–1996, 2004–2005)
- Brede Hangeland (2000–2005)
- Gunnar Aase (1990–2000)
- Göran Sörloth (1994–1995)
- Thomas Myhre (1993–1997)
- Pelle Blohm  (1996–1997)
- Jerry Månsson (1996–1997)
- Martin Andresen (1997)
- Magnus Svensson (1998–1999)
- Erik Nevland (1996–1998, 2000–2004)
- Fredric Lundquist (2005–2006)
- Øyvind Svenning (2005–2007)
- Patrik Ingelsten (2010–2013)

## Svenska spelare
- Jonas Axeldal
- Magnus Svensson
- Fredric Lundquist
- Pelle Blohm
- Jerry Månsson
- Peter Abelsson
- Mattias Asper
- Patrik Ingelsten

## Arenan
Viking Stadion är norges fjärde största fotbollsarena. Arenan kan ta 16 600 åskådare.
Arenan byggdes 2004. Det är gräs på planen.

### Fotnoter
1. ↑  Pedersen, Ole Petter; Holm, Jan; Tvedt, Knut Are (2024-12-16). ”Viking Fotballklubb” (på norska). Store norske leksikon. https://snl.no/Viking_Fotballklubb. Läst 5 februari 2025.
2. 1 2  ”SR-Bank Arena”. Viking. https://www.vikingfotball.no/om-klubben/engelsk/the-stadium. Läst 7 december 2021.
3. ↑  Ole Petter Pedersen. ”Viking Fotballklubb”. Store norske leksikon. https://snl.no/Viking_Fotballklubb. Läst 1 oktober 2017.
4. ↑  ”A-lag menn” (på norska). Viking Fotball. https://www.vikingfotball.no/lag. Läst 21 januari 2022.